# Simson Spatz
Das Kleinkraftrad Simson SR4-1 „Spatz“ war das Nachfolgemodell des Mopeds SR2E und Basismodell der sogenannten „Vogelserie“ des VEB Simson in Suhl. Ab 1999 wurde bei Simson erneut ein Modell mit dem Namen MSA 50 Spatz gebaut.

## Entwicklungsgeschichte
Das hunderttausendfach produzierte Moped SR2 bzw. SR2 E hatte sich zwar vielfach bewährt, gestalterisch entsprach es jedoch nicht mehr dem Zeitgeist der 1960er Jahre. Zudem wurde im Rahmen der 1964 herausgebrachten Vogelserie ein hohes Maß an Standardisierung angestrebt, sodass auch der Grundtyp entsprechend neu gestaltet wurde. Heraus kam dabei der Typ SR (Simson-Rheinmetall) 4-1, der offiziell den Beinamen „Spatz“ erhielt. Der Rahmen war eine Neukonstruktion aus Rohr- und Blechprägeteilen. Neu war auch das großzügige Sitzkissen anstatt eines Sattels. Zusammen mit den reibungsgedämpften Federbeinen am Hinterrad (85 mm Federweg) ergab sich im Vergleich zum SR2 ein deutlich erhöhter Fahrkomfort. Einheitlich mit den übrigen Modellen der Vogelserie waren auch die nach MZ-Patent vollgekapselte Kette und die 16"-Laufräder mit Trommelbremsen, wobei der Spatz allerdings mit lackierten Stahlfelgen und nur auf Wunsch mit Leichtmetallfelgen geliefert wurde. Gemein mit der Vogelserie hatte der Spatz auch den verbesserten Schwunglichtmagnetzünder mit 15/15 Watt Scheinwerferlicht und 18 Watt Bremslicht bzw. 5 Watt Schlusslicht. Die weitere elektrische Ausstattung fiel jedoch einfacher aus als bei den anderen Vogelmodellen, eine Trockenbatterie versorgte das im Vergleich zum SR2 E verbesserte Signalhorn mit Strom. Um dem zierlicheren Vorderbau gestalterisch gerecht zu werden, wurde für den Spatz der Scheinwerfer des Simson KR 50 weiterverwendet. Die Verwandtschaft des Spatz mit dem SR2 E äußert sich vor allem in der Schwingenkonstruktion am Vorderrad (Kurzschwinge mit 72 mm Federweg).
Auch der Motor des SR2 E wurde zunächst beibehalten und weiterhin im VEB Büromaschinenwerk in Sömmerda (ein ehemaliges Rheinmetallwerk) produziert. Dies war eine Übergangslösung die notwendig wurde, weil die Motor-Fertigungskapazitäten bei Simson anfangs noch voll für den Kleinroller Schwalbe benötigt wurden. Die Leistung des Sömmerdaer Motors war bereits 1963 durch Verwendung des Zylinderkopfes des KR 50 auf 2,0 PS gesteigert worden, was dem Spatz zu einer Höchstgeschwindigkeit von 50 km/h verhalf. Mit Einführung des Spatz' wurde auch der Vergaser inklusive Ansauggeräuschdämpfer vom KR 50 übernommen, was das Klangbild veränderte, obwohl die Auspuffanlage identisch mit der des SR2E war. Das 2-Gang-Getriebe wurde weiterhin per Hand geschaltet. Der Spatz ging nach der Schwalbe als zweites Modell der Vogelserie im Sommer 1964 in Serie.

## Ausführungen und Modellpflege
Zunächst wurde der Spatz als klassisches Moped mit Pedalen (SR4-1 P) oder mit Fußrasten und Kickstarter (SR4-1 K) angeboten. Ab 1967 wurde schließlich doch noch der Simson-Motor der Vogelreihe mit Graugusszylinder in einer auf 2,3 PS gedrosselten Ausführung mit 2-Gang-Getriebe (Typ M52) im Spatz eingebaut, die Modellbezeichnung änderte sich dabei in SR4-1 SK (für „Simsonmotor + Kickstarter“), wobei die Moped-Variante mit Pedalen entfiel. Auch dieser Motor war fahrtwindgekühlt. Die Fahrleistungen verbesserten sich erheblich, die Höchstgeschwindigkeit von 50 km/h blieb jedoch unverändert. 1970 wurde die Produktion des Spatz' beendet, als einsitziges Fahrzeug für geringe Ansprüche war fortan der Typ SL1 vorgesehen. Der Spatz wurde im Zeitraum von 1964 bis 1970 in einer Gesamtzahl von 152.000 Stück produziert. Nach Produktionsende des Spatz' hergestellte Ersatzmotoren können bereits für die Verwendung von Gemisch 1:50 ausgelegt sein, dies gilt für den Motor M52 ab Motornummer 1660529.
Die Farbgebung des Spatz' zwar grundsätzlich zweifarbig und entsprach weitgehend der des „Star“. Sie setzte sich aus Weinrot (in etwa RAL 3003) und einem grau- bis grünlich schimmernden Beige zusammen. Bis 1966 war er statt weinrot auch in einem dunklen, violettstichigen rotbraun (maron) erhältlich. 1964 wurde er außerdem auch in Blau lackiert. Der Ladenpreis (EVP) für den Spatz betrug in der DDR stets 1050,00 Mark.
Der Spatz wurde über das Versandhaus Neckermann nach Westdeutschland exportiert und dort zum Neupreis von 598,00 DM verkauft. Diese Fahrzeuge hatten aufgrund der westdeutschen Vorschriften (StVZO) für geschwindigkeitsbegrenzte Kleinkrafträder weder Batterie noch Hupe, sondern eine Fahrradklingel sowie 15 Watt Dauerabblendlicht und eine geänderte Rücklichteinheit. Außerdem waren sie auf eine bauartbedingte Höchstgeschwindigkeit von 40 km/h gedrosselt.

## Eigenschaften
Die damalige Fachpresse lobte zwar das moderne Äußere des Spatz', gleichzeitig wurde jedoch Kritik daran geübt, dass sich der Modellwechsel erst jetzt vollzog. Zudem wurde auf eine Anzahl konstruktiver Mängel hingewiesen. Die Leistungssteigerung ermöglichte zwar eine gestoppte Höchstgeschwindigkeit von 51 bzw. 55 km/h (aufrecht sitzend bzw. liegend). Jedoch fiel das Drehmoment unterhalb von 3500/min noch stärker ab als beim bisherigen Motor des SR2, sodass sich vor allem im Gelände Anfahrschwierigkeiten ergaben. Andererseits stellten sich ab 50 km/h starke Vibrationen in Fußrasten und Lenkerenden ein, und die Geräuschdämpfung der Auspuffanlage wurde als unzureichend eingeschätzt. Der Kraftstoffverbrauch betrug 2,3 l/100 km.
Das Simson-Werk entgegnete der Kritik, dass sich weder Leistung noch Drehmomentverlauf verändert hätten, und die Leistungsangabe von 2,0 PS sei eine rückwirkende Korrektur, die bereits seit 1963 beim SR2 E serienwirksam gewesen sei. Der Eindruck eines stärkeren Abfalls des Drehmoments läge im deutlich höheren Gewicht des Spatzes im Vergleich zum SR2 E begründet. Das Werk schaffte daraufhin Möglichkeiten, am Getriebeausgang ein 16er anstatt des 17er Ritzels zu verwenden, womit zulasten der Höchstgeschwindigkeit dieselbe Beschleunigung und Steigfähigkeit wie beim SR2E erreichbar sei. Auch die Kritik am größeren Auspuffgeräusch wurde zurückgewiesen. Das Geräusch läge durch verringerte Ansauggeräusche sogar etwas niedriger als beim SR2 E, würde aber möglicherweise wegen der veränderten Klangfarbe als unangenehmer empfunden werden.
Mit dem 1967 eingeführten Simson-Motor mit 2,3 PS erreichte der Spatz dann jene Fahrleistungen des SR 2E in der letzten Ausführung.

## Technische Daten
| Kenngröße                    | Spatz SR 4-1P                                     | Spatz SR 4-1K                                     | Spatz SR 4-1SK                                    |
| ---------------------------- | ------------------------------------------------- | ------------------------------------------------- | ------------------------------------------------- |
| Motor                        | Rheinmetall-Zweitakt                              | Rheinmetall-Zweitakt                              | M52 (Simson-Zweitakt)                             |
| Starter                      | Pedalstarter                                      | Kickstarter                                       | Kickstarter                                       |
| Kühlung                      | Fahrtwind                                         | Fahrtwind                                         | Fahrtwind                                         |
| Bohrung (mm)                 | 38                                                | 38                                                | 40                                                |
| Hub (mm)                     | 42                                                | 42                                                | 39,5                                              |
| Hubraum (cm³)                | 47,6                                              | 47,6                                              | 49,6                                              |
| Verdichtung                  | bei Sö 4-1 Motor: 7,5:1, M 52 KH-Motor: 8,5:1     | bei Sö 4-1 Motor: 7,5:1, M 52 KH-Motor: 8,5:1     | bei Sö 4-1 Motor: 7,5:1, M 52 KH-Motor: 8,5:1     |
| Leistung (PS/min−1)          | 2/5200                                            | 2/5200                                            | 2,3/5250                                          |
| Drehmoment (Nm/min−1)        | 3,1/4200                                          | 3,1/4200                                          | 3,2/4300                                          |
| Getriebe                     | 2-Gang, Handschaltung                             | 2-Gang, Handschaltung                             | 2-Gang, Handschaltung                             |
| Vergaser                     | BVF NKJ 134-1                                     | BVF NKJ 134-1                                     | BVF NKJ 134-3                                     |
| Tankinhalt (l)               | 8,5                                               | 8,5                                               | 8,5                                               |
| Rahmen                       | Zentralrohr-Schalenrahmen                         | Zentralrohr-Schalenrahmen                         | Zentralrohr-Schalenrahmen                         |
| Bereifung                    | 20 × 2,75                                         | 20 × 2,75                                         | 20 × 2,75                                         |
| Bremse vorn/hinten           | Innenbacken/Vollnaben (125 mm Trommeldurchmesser) | Innenbacken/Vollnaben (125 mm Trommeldurchmesser) | Innenbacken/Vollnaben (125 mm Trommeldurchmesser) |
| Radführung vorn              | Kurzschwinge auf Schraubenfedern (72 mm Federweg) | Kurzschwinge auf Schraubenfedern (72 mm Federweg) | Kurzschwinge auf Schraubenfedern (72 mm Federweg) |
| Radführung hinten            | Langschwinge mit Federbeinen (85 mm Federweg)     | Langschwinge mit Federbeinen (85 mm Federweg)     | Langschwinge mit Federbeinen (85 mm Federweg)     |
| Eigengewicht (kg)            | 65                                                | 68                                                | 68                                                |
| Höchstgeschwindigkeit (km/h) | 50 (Werksangabe)                                  | 50 (Werksangabe)                                  | 50 (Werksangabe)                                  |
| Bauzeit                      | 1964–1967                                         | 1964–1966                                         | 1967–1970                                         |
| Stückzahl                    | 30 000                                            | 122 000                                           | 122 000                                           |
| Zylinder                     | 1                                                 | 1                                                 | 1                                                 |
| Kraftstoff                   | Normalbenzin 1:33                                 | Normalbenzin 1:33                                 | Normalbenzin 1:33                                 |
| Verbrauch je 100 km (l)      | 2,3                                               | 2,3                                               | 2,3                                               |
| Sitzplätze                   | 1                                                 | 1                                                 | 1                                                 |